# Great Teacher Onizuka
GTO eller Great Teacher Onizuka (japanska: グレート・ティーチャー・オニヅカ?) är en manga som tecknades av Tōru Fujisawa åren 1997–2002. Den var en fortsättning på Fujisawas egen Shonan Junai-gumi (japanska: 湘南純愛組?), på engelska känd som GTO: The Early Years, som publicerades åren 1990–1996.
GTO var ursprungligen en mycket populär manga, som har blivit både en såpopera (j-drama) 1998, med populäre Sorimachi Takashi i huvudrollen), en långfilm och en anime-tv-serie. Mangan publicerades även i Sverige, i serietidningen Manga Mania.